# Жан Буато
Жан Буато (фр. Jean Boiteux, 20 червня 1933 — 11 квітня 2010) — французький плавець.
Олімпійський чемпіон 1952 року, учасник 1956, 1960 років.
Призер Чемпіонату Європи з водних видів спорту 1950, 1954 років.